# Silent Hill: Downpour
Silent Hill: Downpour (укр. Мовчазний пагорб: Злива, також відома під робочою назвою Silent Hill 8) — мультиплатформенна комп'ютерна гра в жанрі survival horror, восьма частина серії серії ігор Silent Hill, розроблена чеською компанією Vatra Games і видана Konami в 2012 році для ігрових приставок Xbox 360 і PlayStation 3. Silent Hill: Downpour була офіційно анонсована на ігровій виставці Electronic Entertainment Expo в 2010 році, де був показаний перший трейлер гри. Гра була випущена 13 березня 2012 року в Північній Америці, в Європі — 30 березня 2012.
Гра розгортається у вигаданому всесвіті, що частково нагадує реальний світ. Повсякденна реальність перетинається з іншим, альтернативним світом, наповненим монстрами. Головного героя гри, Мерфі Пендлтон, перевозять автобусом з однієї в'язниці в іншу. По дорозі автобус потрапляє в катастрофу, в результаті чого Мерфі опиняється у місті Сайлент Хілл. Гра полягає у розв'язанні загадок, пошуку необхідних предметів для просування по сюжету, дослідженні локацій, протистоянні головного героя і монстрів. У Silent Hill: Downpour, на відміну від інших ігор серії, є велика кількість побічних квестів, які не є обов'язковими для виконання.